# بنتیوکرب
بنتیوکرب (به انگلیسی: Benthiocarb) با فرمول شیمیایی C۱۲H۱۶ClNOS یک ترکیب شیمیایی با شناسه پاب‌کم ۳۴۱۹۲ است؛ که جرم مولی آن ۲۵۷٫۷۸۰ g/mol می‌باشد. شکل ظاهری این ترکیب، مایع زرد کمرنگ است.